# Anca Dinicu
Anca Dinicu (n. 9 decembrie 1989, București) este o actriță de televiziune, scenă și voce română.

## Biografie
Anca Dinicu s-a născut la 9 decembrie 1989, la București. Părinții ei se numesc Constantin și Mariana. A făcut studiile la Liceul Teoretic „Elena Cuza”. Deși în copilărie își dorea să devină musafir, cântăreață sau vânzătoare de mezeluri, după terminarea liceului a urmat Facultatea de Artă Teatrală și Cinematografică „I. L. Caragiale” și are un master în Arta Actorului, la aceeași facultate.
A debutat la TV la vârsta de opt ani într-un "sketch" cu doamna Stela Popescu la Televiziunea Română, iar în teatru, în 2012, în spectacolul „Boeing-Boeing”. Cu primii bani câștigați și-a cumpărat rechizite. În materie de gastronomie, îi place să mănânce toate mâncărurile pe care nu are voie să le mănânce. Pasiunile sale sunt pictura pe sticlă, călătoriile și pescuitul.

## Prezentarea pe scenă
Actrița Anca Dinicu îi va întâmpina pe telespectatori cu un adevărat regal de comedie, gândit până în cele mai mici detalii de Mihai Bendeac și interpretat de către acesta, alături de echipa sa de actori.
Anca Dinicu a avut parte de o surpriză de proporții atunci când Mihai Bendeac i-a propus rolul. „Am primit propunerea în timpul unei ședințe de redacție. În cadrul emisiunii mi s-a oferit posibilitatea de a interpreta mai multe tipologii de personaje, iar acest lucru pentru mine a constituit o miză foarte puternică. În ceea ce privește rolul de prezentatoare, cred că m-a ghidat o inconștiență pe care acum pot să o numesc intuiție. Era ceva total nou pentru mine și extrem de provocator. Pentru că am încredere în Mihai Bendeac, m-am aventurat și am zis că trebuie să fac și asta”, a mărturisit actrița.
Cooptată recent în echipa „În puii mei!”, Anca s-a integrat imediat. „Mulți dintre colegii din emisiune mi-au fost și colegi de facultate, ba chiar profesori, și nu am avut probleme de acomodare. Tot aici am cunoscut niște oameni extrem de dedicați și de profesioniști, datorită cărora trezitul de dimineață nu a mai fost o corvoadă”, a povestit ea.
Realizat în regim cinematografic, noul sezon „În puii mei!” va depăși granițele platoului clasic de televiziune, fiecare scenetă fiind pusă în scenă într-un decor real, autentic. De la cele mai vizibile personaje din mediul online, până la cele care țin zi de zi prima pagină a ziarelor, personajele puse în scenă de Mihai Bendeac și echipa sa vor intra în acțiune în cele mai diverse locații, de la vile opulente, până la săli de clasă, biblioteci, săli de cinema sau chiar mall-uri.

## Filmografie
•Team building 
- Căsătoria (2024) – Alexandra

### Seriale
- Narcisa: Iubiri nelegiuite
- Puii mei
- Băieți de oraș
- Antitalent
- White Lines.